# ホランディア (小惑星)
ホランディア (1132 Hollandia) は小惑星帯（メインベルト）の小惑星。1929年9月13日、ヘンドリク・ファン・ヘントが発見した。
オランダのラテン語名から名付けられた。